# طبق جانبي
يشير «الطبق الجانبي» إلى عنصر طعام مصاحب للطبق الأول أو الطبق الرئيسي في الوجبة

## أنواع تقليدية

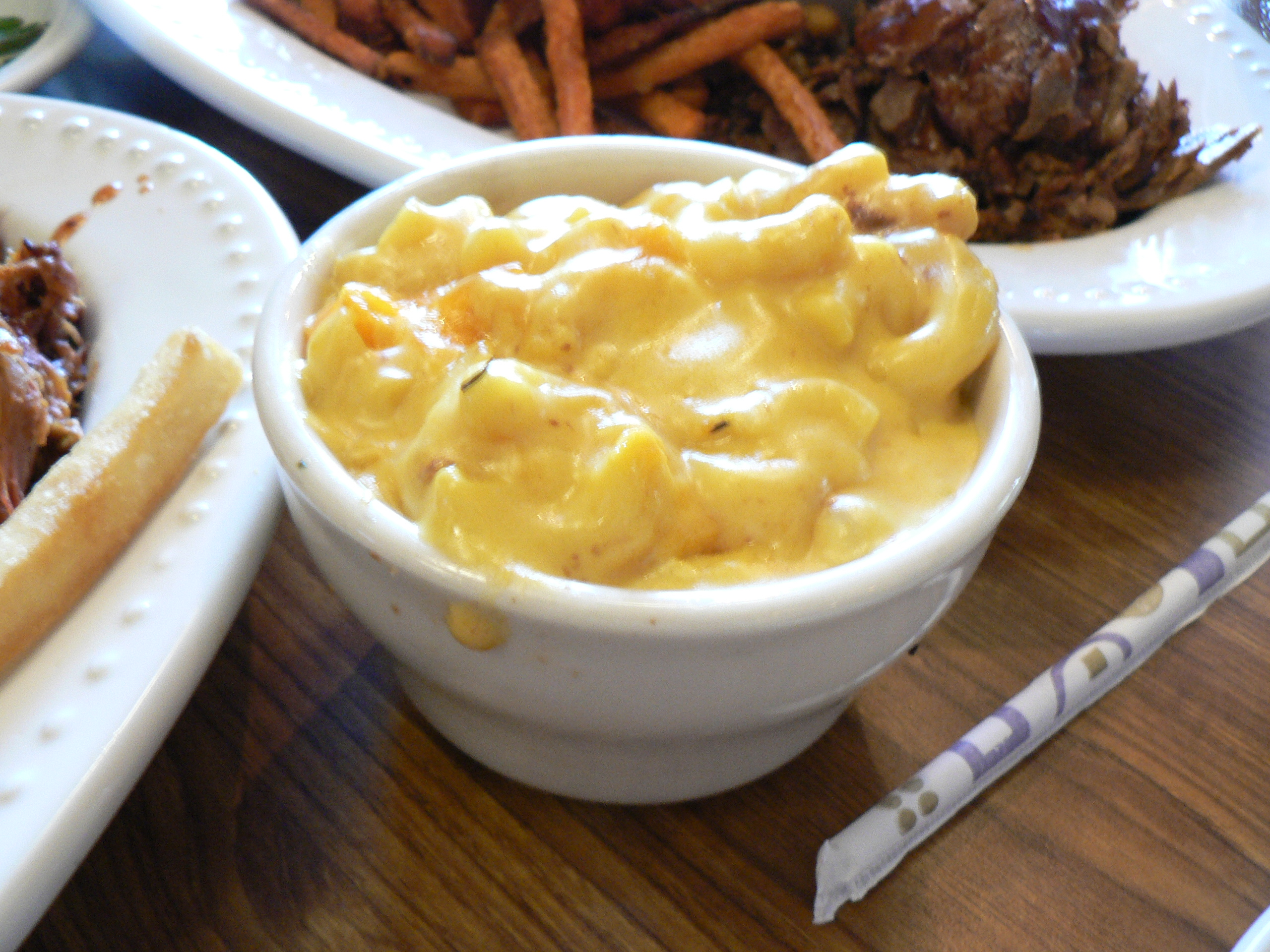
طبق جانبي من معكرونة بالجبن

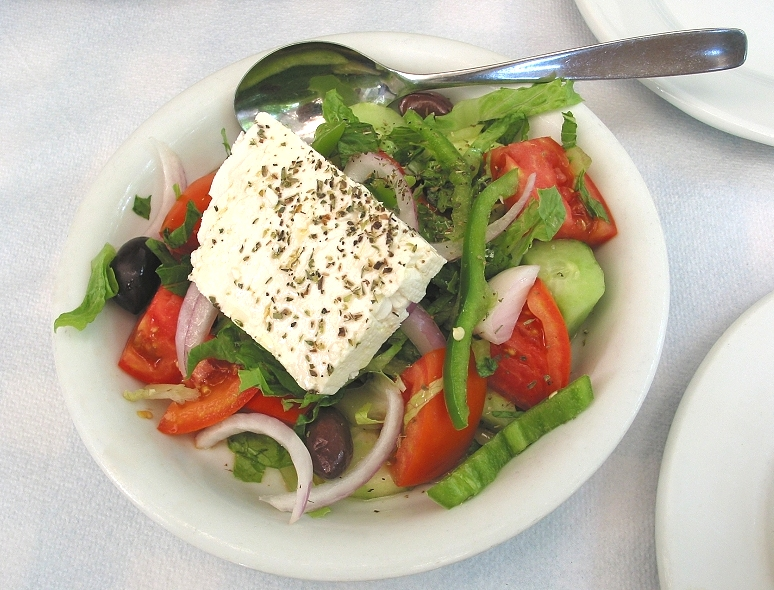
طبق جانبي من سلطة يونانية

تقدم الأطباق الجانبية كالسلطة والبطاطا والخبر مع الأطباق الرئيسية في جميع أنحاء العالم الغربي. وقد ظهرت أطباق جانبية جديدة في غضون العقد الماشي كالأرز والكسكسي وزادت شعبيتها في جميع أنحاء أوروبا وخاصة في المناسبات الرسمية. من الجدير بالذكر أن الكسكسي يعتبر أكثر شيوعاً في الاحتفالات في منطقة المغرب العربي.
عند استخدام صفة «جانبي» فإننا بالضرورة نعني كمية أصغر مقارنة بالطبق الرئيسي. على سبيل المثال، تقدم السلطة كطبق جانبي في وعاء صغير عادة بعكس الحال لو كانت الطبق الأول في العشاء.
من الوجبات الأمريكية التقليدية المقدمة مع الوجبات الرئيسية (التي غالباً ما تكون مكونة من اللحوم) نوع واحد من الخضار وأحياناً يكون على شكل سلطة ونوع واحد من نشويات كالخبز أو البطاطا أو الأرز أو المعكرونة.
من أشهر الأطباق الجانبية
- أنتيباستو
- هليون
- فاصوليا مشوية
- بطاطا مشوية
- قنبيط أخضر
- ملفوف
- قرنبيط
- كول سلو
- خبز
- بطاطا مقلية أو ستيك
- الفاصوليا الخضراء
- خضار ورقية
- معكرونة بالجبن
- سلطة معكرونة
- بطاطا مهروسة
- عيش الغراب
- سلطة باستا
- سلطة بطاطا
- سلطة
- حساء
- القرع

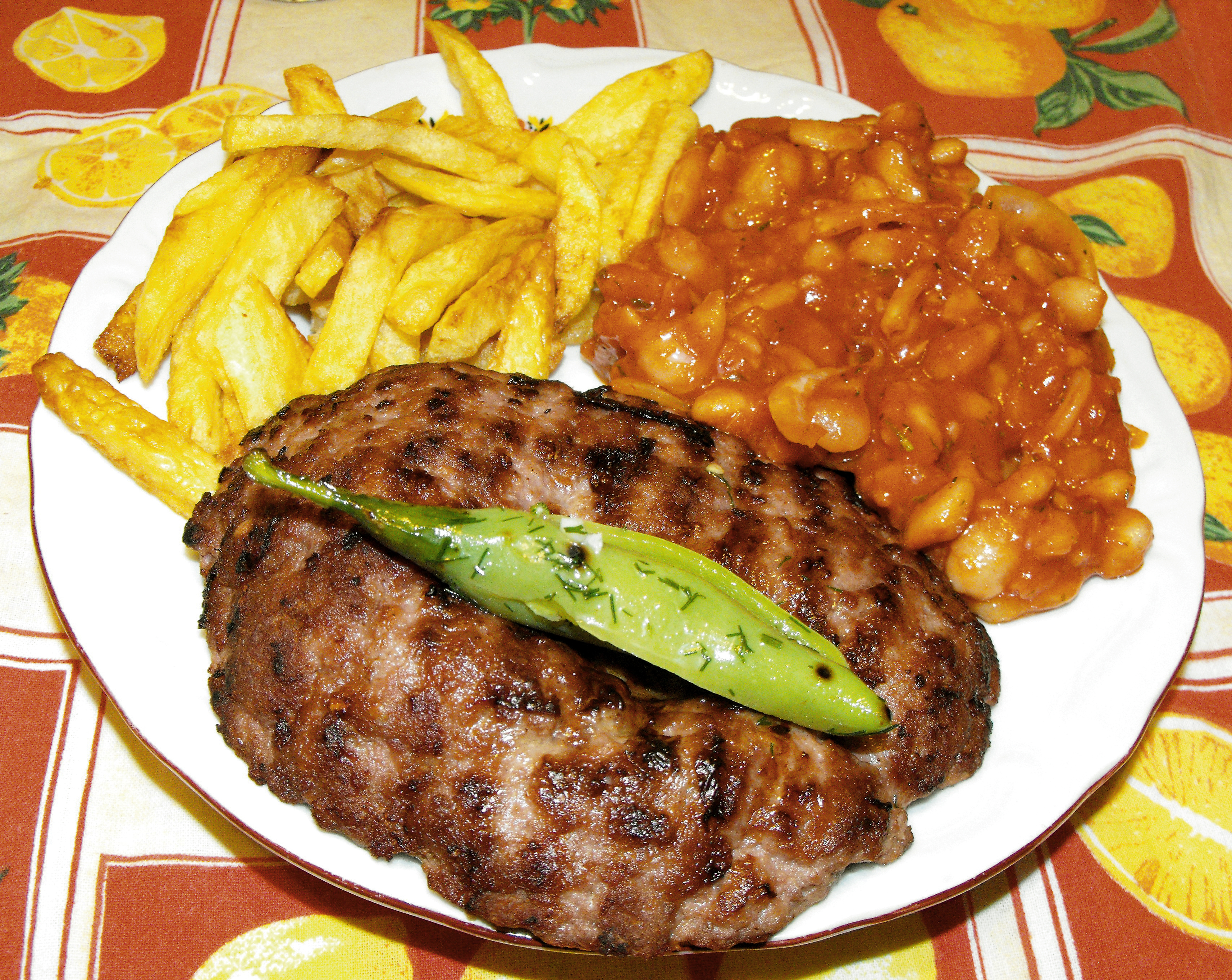
Pljeskavica مع أطباق جانبية مكونة من بطاطا مقلية والفاصوليا المشوية

تقدم بعض المطاعم مجموعة محدودة من الأطباق الجانبية، وتُضمّن سعرها مع الطبق الرئيسي. في حين تقدم مطاعم أخرى قائمة منفصلة بالأطباق الجانبية.
تعتبر البطاطا المقلية أكثر الأطباق الجانبية شيوعاً في مطاعم الوجبات السريعة والمطاعم المختصة بالمطبخ الأمريكي تحديداً. تعمل هذه المطاعم على تقديم أطباق جانبية أخرى كالسلطات، كرد على الانتقادات التي تطالبها جراء تقديم وجبات غنية جداً بالدهون والسعرات الحرارية.